# 小行星5892
小行星5892（英語：5892 Milesdavis）是一颗围绕太阳公转的小行星。1981年12月23日，紫金山天文台在南京发现了此天体。
这颗小行星的绝对星等为290.83265等。